# برایان مگی
برایان مگی (به انگلیسی: Bryan Magee) (زادهٔ ۱۲ آوریل ۱۹۳۰ - درگذشتهٔ ۲۶ ژوئیهٔ ۲۰۱۹) فیلسوف، روزنامه‌نگار، نویسنده، شاعر و سیاستمدار بریتانیایی بود که به دلیل نگارش کتاب‌های همه‌فهم دربارهٔ فلسفه، شناخته می‌شود.

## خانواده
براین مگی در ۱۲ آوریل ۱۹۳۰ در محلهٔ هوکستون در خاور لندن زاده شد. پدر او، فردریک، لباس‌فروشی فرهیخته بود و تحصیلات اندکی داشت. او رابطهٔ نزدیکی با پسرش، برایان داشت و او را به آموختن موسیقی و تئاتر تشویق می‌کرد. علاقه به موسیقی باعث شد که برایان بعدها دو کتاب دربارهٔ ریشارد واگنر و تأثیر فلسفه بر کار واگنر بنویسد. برایان مگی همچنین به عنوان منتقد موسیقی در نشریات مطلب می‌نوشت. او در گفت‌وگویی با رامین جهانبگلو گفته بود که «اگر یک بار دیگر به دنیا بیاید به‌جای فلسفه به دنبال موسیقی می‌رود، زیرا از دید او هنر ژرف‌تر از فلسفه است.»
رابطهٔ برایان با مادرش، شیلا، به خوبی رابطه‌اش با پدرش نبود. مادر برایان به علایق فرهنگی او بی‌اعتنا بود. برایان مگی دربارهٔ رابطهٔ خود با مادرش، مگی در واپسین مصاحبهٔ زندگی‌اش خود گفته بود: «مادرم هیچ‌کس را دوست نداشت. آدمی خالی از محبت بود. به من و خواهرم می‌گفت که ما را دوست ندارد.» در سال ۱۹۳۹ (میلادی) با آغاز جنگ جهانی دوم و بمباران هواپیماهای آلمان نازی، در ۹سالگی برایان، خانوادهٔ او از خاور لندن کوچ کردند تا از بمباران آلمانی‌ها در امان باشند، اتفاقاً محلهٔ آن‌ها از بمباران در امان نماند و با خاک یکسان شد.

## تحصیل
برایان مگی در دانشگاه آکسفورد کارشناسی و کارشناسی ارشد تاریخ و فلسفه خواند. دورهٔ دکترای فلسفه را در این دانشگاه نیمه‌کاره رها کرد و برای یک سال به دانشگاه ییل رفت.

## کارهای فرهنگی
نخستین مجموعه شعر برایان مگی در سال ۱۹۵۱ (میلادی) و به هزینهٔ خودش منتشر کرد. او بعدها از کیفیت اشعارش ابراز شرمندگی و از انتشار آن اظهار پشیمانی کرد.
در سال‌های ۱۹۷۰ (میلادی) و ۱۹۷۱ (میلادی) برنامهٔ رادیویی «فلسفهٔ مدرن بریتانیا» را در بی‌بی‌سی آغاز کرد. بعدها این گفت‌وگوها در کتابی همنام با برنامه از سوی انتشارات دانشگاه آکسفورد منتشر شدند.
برایان مگی علاقه‌مند به فلسفهٔ کارل پوپر بود. چنانچه کتابی در شرح فلسفه پوپر (چاپ نخست ۱۹۷۳) نوشت.
وی همچنین برنامهٔ تلویزیونی «مردان اندیشه» را در سال ۱۹۷۸ (میلادی) آغاز کرد. وی در این برنامه‌های رادیویی و تلویزیونی خود با شماری از فیلسوفان از جمله کارل پوپر، برنار ویلیامز، گیلبرت رایل، السدیر مک‌اینتایر، آیزایا برلین، هربرت مارکوزه، نوام چامسکی، و شماری دیگر گفت‌وگو کرد. این گفت‌وگوها نیز در کتابی با همین نام چاپ کرد.
در سال ۱۹۷۷ (میلادی)، مگی رمانی با نام مواجهه با مرگ منتشر کرد. او در رمان، مرگ را تنها معنادهنده به زندگی انسان دانست. زیرا چیزی که همیشه وجود داشته باشد، معنای خود را از دست می‌دهد.
برایان مگی در سال ۱۹۸۳ (میلادی) کتاب فلسفهٔ شوپنهاور را چاپ کرد. این اثر همچنان یکی از کتاب‌های مهم در شناخت فلسفهٔ آرتور شوپنهاور به حساب می‌آید. خود مگی این اثر را بیش از آثار دیگرش دوست داشت.
برایان مگی در سال ۱۹۸۷ (میلادی) مجموعه گفت‌وگوهای تلویزیونی دیگری برای تلویزیون بی‌بی‌سی با نام «فیلسوفان بزرگ» دربارهٔ فیلسوفان غربی از افلاطون تا لودویگ ویتگنشتاین ساخت. او مجموعه گفت‌وگوها را در کتابی با همین نام منتشر کرد.
در سال ۲۰۰۱ (میلادی) برایان مگی کتاب سرگذشت فلسفه را منتشر کرد.
برایان مگی در همهٔ زندگی خود تلاش کرد تا به‌جای یک مروج فلسفه، فراتر رود و به عنوان فیلسوفی نوآور شناخته شود. این تلاش او را می‌توان در کتاب پرسش‌های غایی چاپ ۲۰۱۶ (میلادی) دید. الیته این تلاش او به سرانجام نرسید.

## کار سیاسی
برایان مگی در سال ۱۹۷۴ به عنوان نمایندهٔ حوزهٔ انتخابی لیتون در شمال خاوری لندن به مجلس بریتانیا راه یافت. در آن هنگام او عضو حزب کارگر بود. اما بعدها با گرایش حزب کارگر به چپ از این حزب جدا شد. وی تا سال ۱۹۸۳ (میلادی) در سمت نمایندگی مجلس باقی ماند. پس از آن، سیاست را برای همیشه کنار گذاشت. او از دوران نمایندگی خود به عنوان بیهوده‌ترین دوران زندگی‌اش یاد می‌کرد.

## دین
برایان مگی ندانم‌گرا بود. او در گفت‌وگویی در اوایل دههٔ ۱۹۹۰ (میلادی) با رامین جهانبگلو گفته بود: «من یک ایده‌آلیست اشراقی هستم، ولی فرد مذهبی نیستم و به خدا و جاودانگی روح اعتقاد ندارم،»

## زندگی شخصی
برایان مگی با زنی از سوئیس ازدواج کرد. این دو صاحب یک فرزند دختر شده و مدت کوتاهی پس از آن از یکدیگر جدا شدند. برایان مگی دیگر ازدواج نکرد.

## مرگ
مگی در ۲۶ ژوئیهٔ ۲۰۱۹ در سن ۸۹ سالگی در هدینگتون آکسفورد درگذشت.

## کتاب‌های برگردان‌شده به فارسی
- مردان اندیشه: پدیدآورندگان فلسفه معاصر، عزت‌الله فولادوند، انتشارات طرح نو[۱]
- فلاسفه بزرگ: آشنایی با فلسفه غرب، عزت‌الله فولادوند، انتشارات خوارزمی
- سرگذشت فلسفه (۲۰۰۱)، حسن کامشاد، نشر نی
- داستان فلسفه، مانی صالحی علامه، کتاب آمه (این کتاب ترجمه‌ای دیگر از کتاب سرگذشت فلسفه است.)
- فلسفه شوپنهاور (۱۹۸۳)، رضا ولی یاری، مرکز
- فلسفه نوین بریتانیا، ابوالفضل رجبی، نقش جهان
- مواجهه با مرگ (۱۹۷۷)، مجتبی عبدالله نژاد، نشر نو
- کارل پوپر، (برگردان ۱۳۵۹)، منوچهر بزرگمهر، انتشارات خوارزمی[۱]
- اولین و آخرین (۲۰۲۰)، عبدالرضا سالاربهزادی